# Francestown
Francestown és una població dels Estats Units a l'estat de Nou Hampshire. Segons el cens del 2000 tenia 1.480 habitants.

## Demografia
Segons el cens del 2000, Francestown tenia 1.480 habitants, 552 habitatges, i 418 famílies. La densitat de població era de 18,9 habitants per km².
Dels 552 habitatges en un 34,6% hi vivien nens de menys de 18 anys, en un 66,8% hi vivien parelles casades, en un 6% dones solteres, i en un 24,1% no eren unitats familiars. En el 17% dels habitatges hi vivien persones soles el 6,3% de les quals corresponia a persones de 65 anys o més que vivien soles. El nombre mitjà de persones vivint en cada habitatge era de 2,68 i el nombre mitjà de persones que vivien en cada família era de 3,04.
Per edats la població es repartia de la següent manera: un 27,4% tenia menys de 18 anys, un 4,1% entre 18 i 24, un 28,7% entre 25 i 44, un 28% de 45 a 60 i un 11,9% 65 anys o més.
L'edat mediana era de 40 anys. Per cada 100 dones de 18 o més anys hi havia 99,8 homes.
La renda mediana per habitatge era de 64.259$ i la renda mediana per família de 71.471$. Els homes tenien una renda mediana de 50.521$ mentre que les dones 32.778$. La renda per capita de la població era de 28.942$. Entorn de l'1,2% de les famílies i el 3% de la població estaven per davall del llindar de pobresa.